# Groß Disnack
Groß Disnack er en kommune i det nordlige Tyskland, beliggende i Amt Lauenburgische Seen under Kreis Herzogtum Lauenburg. Kreis Herzogtum Lauenburg ligger i delstaten Slesvig-Holsten.

## Geografi
Groß Disnack ligger ca. 6 kilometer nordvest for Ratzeburg, ca. 12 km syd for Lübeck og ca. 12 km nord for Mölln.
I kommunen står radio- og tvsenderen Sender Berkenthin.